# Hydrophilus rattrayi
Hydrophilus es un género monotípico de plantas herbáceas perteneciente a la familia Restionaceae. Su única especie: Hydrophilus rattrayi (Pillans) H.P.Linder, Bothalia 15: 66 (1984), es originaria de Sudáfrica en la Provincia del Cabo.

## Taxonomía
Hydrophilus rattrayi fue descrito por (Pillans) H.P.Linder y publicado en Bothalia 15(1–2): 66. 1984.
Sinonimia
- Leptocarpus rattrayi Pillans, Trans. Roy. Soc. South Africa 29: 347 (1942).[1]